# Malassezien-Dermatitis des Hundes

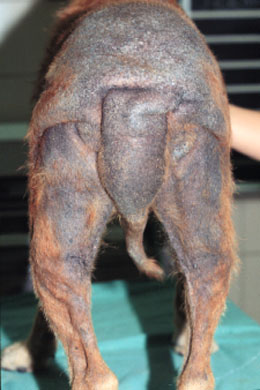
Chronische Malassezien-Dermatitis nach einer Flohallergie mit Haarverlust, Hautverdickung und Hyperpigmentierung.

Die Malassezien-Dermatitis des Hundes (Syn. Pityrosporie) ist eine bei Haushunden auftretende, durch saprobische Pilze (Malassezia spp., Ustilagomycotina) hervorgerufene Entzündung der Haut. Gelegentlich ist nur die Haut des äußeren Gehörgangs betroffen, dann spricht man von einer Malassezien-Otitis (Außenohrentzündung durch Malassezien). Der Erreger gehört zur natürlichen Hautflora und entfaltet seine krankmachende Wirkung erst mit Störung des Gleichgewichts dieser Flora. Die Krankheit ist durch Hautrötung und starken Juckreiz, bei chronischem Verlauf durch schwere Hautveränderungen gekennzeichnet.

## Ursache und  Vorkommen

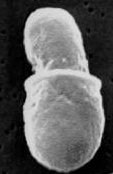
Malassezie, REM-Aufnahme

Von den bislang identifizierten zehn Malassezien-Spezies hat insbesondere Malassezia pachydermatis (veraltet: Pityrosporum pachydermatis) beim Hund eine größere klinische Bedeutung. Der Erreger ist lipophil, aber lipidunabhängig, das heißt, er benötigt nicht unbedingt Fette als Kohlenstoffquelle, wächst aber bei deren Anwesenheit besser. Im Gegensatz dazu sind die meisten anderen Malassezien lipidabhängig. Malassezia pachydermatis ist nicht myzelbildend, etwa 2–5 µm groß und hat im Mikroskop eine typische erdnussähnliche Gestalt, die durch die Vermehrung des Pilzes in Form einseitiger Knospung zustande kommt. Als weiterer Erreger kann auch Malassezia sympodialis eine Erkrankung mit zumeist geringem Juckreiz auslösen.
Malassezien kommen auch bei gesunden Hunden und anderen Säugetieren als Bestandteil der natürlichen Hautflora vor, die Nachweisrate bei gesunden Hunden beträgt bis zu 40 % und variiert in Abhängigkeit von der Hunderasse und der Körperregion. Sie besiedeln vor allem die Haut des Zwischenzehenbereichs, der Lippen und des Gehörgangs sowie die Schleimhäute von Vagina, Analbeutel und Anus. Die Verbreitung auf dem Tier erfolgt meist durch Belecken. Man geht davon aus, dass Malassezien als Kommensalen andere stärker krankmachende Pilze im Zaum halten und selbst durch verschiedene Abwehrmechanismen der Haut (Abschilferung des Epithels, Fettfilm, Immunglobulin A) unter Kontrolle gehalten werden.
Andere Säugetiere sind deutlich seltener von einer Malassezien-Dermatitis betroffen. Beim Menschen  spielen vor allem Infektionen mit Malassezia furfur eine Rolle. Malassezia pachydermatis kann durch Krankenhausmitarbeiter, die Hundebesitzer sind, übertragen werden und gelegentlich bei Neugeborenen und immunsupprimierten Erwachsenen zu Erkrankungen führen (nosokomiale Infektion). Ein Einzelfall wurde auch bei einer sonst gesunden Hundehalterin beschrieben. Bei Hauskatzen ist die Erkrankung selten, hier sind vor allem Rassen mit genetisch bedingten Haarabnormitäten betroffen: Sphynx-Katze und Devon Rex. Grunderkrankungen wie „Katzenaids“, Katzenleukämie, Zuckerkrankheit und Herpes-Infektionen sind bei Katzen begünstigende Faktoren.
Die Malassezien-Dermatitis wurde erstmals 1975 durch Dufait beschrieben.

## Krankheitsentstehung
Klinisch treten Malassezien zumeist erst sekundär mit dem Vorliegen einer anderen Hauterkrankung (Idiopathische Seborrhoe, Epidermale Dysplasie, Allergien, Hormonstörungen) oder anderer prädisponierender Faktoren (starke Hautfaltenbildung, Wärme, erhöhte Hautfeuchtigkeit, Immunsuppression, lange Antibiotika-Anwendung) auf, die zu einer Störung des Gleichgewichts der Hautflora führen. Bei einigen Hunderassen wird aber auch eine primäre Malassezien-Dermatitis nicht ausgeschlossen. Als besonders empfänglich gelten West Highland White Terrier (Prädisposition für Epidermale Dysplasie), Pudel, Basset Hound (Prädisposition für Idiopathische Seborrhoe), Shih Tzu, Pekinese, Cocker Spaniel (Prädisposition für Idiopathische Seborrhoe), Labrador Retriever, Deutscher Schäferhund und Jack Russell Terrier.
Die krankmachende Wirkung von Malassezien wird über zwei Enzyme vermittelt. Eine Lipase spaltet Fettsäuren des Talgfilms. Die dadurch entstehenden kurzkettigen Fettsäuren wirken hautreizend und verursachen den typischen ranzigen Geruch und wirken eventuell auch Allergie-auslösend. Außerdem aktiviert Zymogen das Komplementsystem.

## Klinisches Bild
Bei der Malassezien-Dermatitis besteht starker, häufig Glukokortikoid-resistenter Juckreiz (Pruritus) und eine starke Hautrötung (Erythem). Durch die Spaltung der Fettsäuren durch die Hefen tritt oft ein ranziger Hautgeruch auf. Die verstärkte Talgproduktion (Seborrhoe) führt häufig zu gelblich-schmierigen Belägen, aber auch eine „trockene“ Seborrhoe ist möglich. Die Veränderungen beginnen meist im Bereich des Bauches und breiten sich dann auf weitere Körperregionen aus. Sind die Krallen mit betroffen, so zeigt die Krallenbasis bräunliche Verfärbungen. Auch in den Fältchen der Unterlippe oder als chronisch-rezidivierende Entzündung der Analdrüsen kann sich eine Malassezien-Dermatitis manifestieren. Bei der Malassezien-Otitis ist ein dunkles Ohrenschmalz typisch, was zu Verwechslung mit einem Befall durch Ohrmilben führen kann.
Durch Kratzen im Bereich der juckenden Stellen können sich verschiedene sekundäre Hautveränderungen wie Abschürfungen, Exkoriationen und Krusten entwickeln. Nicht selten wird eine Malassezien-Dermatitis durch Vermehrung hautbewohnender Bakterien (vor allem Staphylococcus intermedius) weiter verstärkt, so dass eine eitrige Hautentzündung (Pyodermie) entstehen kann.
Bei chronischem Verlauf können Haarverlust (Hypotrichose, Alopezie), Hautverdickung (Lichenifikation) und vermehrte Pigmenteinlagerung in die Haut (Hyperpigmentierung) auftreten.

## Diagnostik

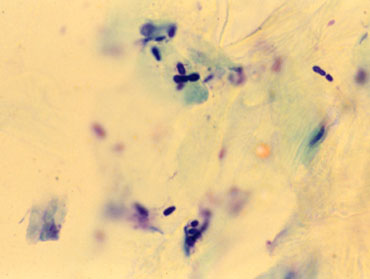
Mikroskopisches Bild eines Klebeband-Abklatschpräparats mit Malassezien

Ein Nachweis der Malassezien kann an Abklatschpräparaten mittels Klebeband, Objektträgern oder Tupfern oder einem oberflächlichen Hautgeschabsel erfolgen, wobei Klebestreifen am effektivsten sind. Die Präparate werden kurz hitzefixiert, mit Routinefärbungen angefärbt und anschließend mikroskopisch untersucht. Problematisch ist allerdings die Abgrenzung von einer natürlichen Hautbesiedlung, da hier rassespezifisch und zwischen verschiedenen Hautregionen große Unterschiede auftreten. Als Richtwert für eine krankhafte Besiedlung werden mindestens 10 Malassezien je Sichtfeld bei 400facher Vergrößerung im Mikroskop angegeben. Zum mikroskopischen Befund sind stets prädisponierende Faktoren, Lokalisation und eventuelle Vorerkrankungen mit einzubeziehen. Die Spezifität ist mit 95 % sehr hoch, die Sensitivität mit etwa 30 % jedoch gering.
Auch das Anlegen einer Malassezien-Kultur mit Anzüchten der Erreger auf einem Nährboden ist möglich, allerdings mit mehr Aufwand verbunden und teuer. Die Sensitivität beträgt 82 %. Da Malassezien auch bei gesunden Hunden vorkommen, muss eine Quantifizierung anhand koloniebildender Einheiten erfolgen.
Histopathologisch zeigt sich die Erkrankung in einer Hyper- oder Parakeratose mit den typischen flaschenförmigen Hefen. Die Haut ist hyperplastisch und schwammförmig (Spongiose). Lymphozyten, neutrophile und eosinophile Granulozyten zeigen eine Exozytose und es können Mikroabszesse auftreten. Eine Diagnosestellung ist durch die Histopathologie allein jedoch nicht möglich.
Differentialdiagnostisch sind vor allem Allergien (Atopische Dermatitis, Futter- oder Flohallergie) eine oberflächliche Pyodermie (insbesondere eine Bakterielle Übersiedelung der Haut und eine bakterielle Follikulitis), eine Zink-reaktive Dermatose, Verhornungsstörungen der Haut und eine Sarcoptes-Räude auszuschließen, wobei diese Erkrankungen auch als Vorerkrankung eine Malassezien-Dermatitis begünstigen können.

## Therapie
Für die Behandlung der Malassezien-Dermatitis gibt es verschiedene Möglichkeiten:
- Lokale Behandlung (topische Therapie): Sie erfolgt durch Shampoos oder Cremes mit malassezien-wirksamen Bestandteilen wie Chlorhexidin, Dichlorfen, Selendisulfid oder Polyvidon-Iod, wobei die Kombination von Chlorhexidin und Miconazol die beste Wirkung zeigt. [6] Eine örtliche Behandlung ist angezeigt bei kleineren Herden, Otitis und unterstützend auch bei einer systemischen Behandlung.
- Ganzkörperbehandlung (systemische Therapie): Hierbei werden malassezien-wirksame Arzneimittel wie Ketoconazol, seltener auch Clotrimazol, Itraconazol oder Fluconazol über 3–6 Wochen eingesetzt.

Die topische Behandlung ist meist effektiver, weil lokal hohe Wirkstoffkonzentrationen erreicht werden und sich die Hefen direkt auf der Hautoberfläche befinden. Da die Malassezien-Dermatitis häufig als Sekundärerkrankung auftritt, muss auch die Primärerkrankung diagnostiziert und behandelt werden. Bei Tieren mit einer nicht therapierbaren Grunderkrankung (z. B. Seborrhoea oleosa) oder einer weit fortgeschrittenen Malassezien-Dermatitis im chronischen Stadium ist meist eine lebenslange Dauertherapie erforderlich.
Therapieunterstützend kann eine Futterumstellung oder der Zusatz ungesättigter Fettsäuren zum Futter durchgeführt werden.